# Nesitathra philipensis
Nesitathra philipensis är en insektsart som beskrevs av Otte, D. och D.C.F. Rentz 1985. Nesitathra philipensis ingår i släktet Nesitathra och familjen syrsor. Inga underarter finns listade i Catalogue of Life.